# يوتارو تاكاهاشي
يوتارو تاكاهاشي (باليابانية: 高橋 祐太郎) (3 أكتوبر 1987 في فوكوكا في اليابان – )؛ هو لاعب كرة قدم ياباني سابق كان يلعب كمهاجم.

## وصلات خارجية
- يوتارو تاكاهاشي على موقع رابطة كرة القدم اليابانية للمحترفين (اليابانية)
- يوتارو تاكاهاشي على موقع قاعدة بيانات كرة القدم.إي يو (الإنجليزية)
- يوتارو تاكاهاشي على موقع Soccerway.com (الإنجليزية)
- يوتارو تاكاهاشي على موقع عالم كرة القدم.نت (الإنجليزية)
- يوتارو تاكاهاشي على موقع كووورة